# Commodore 16

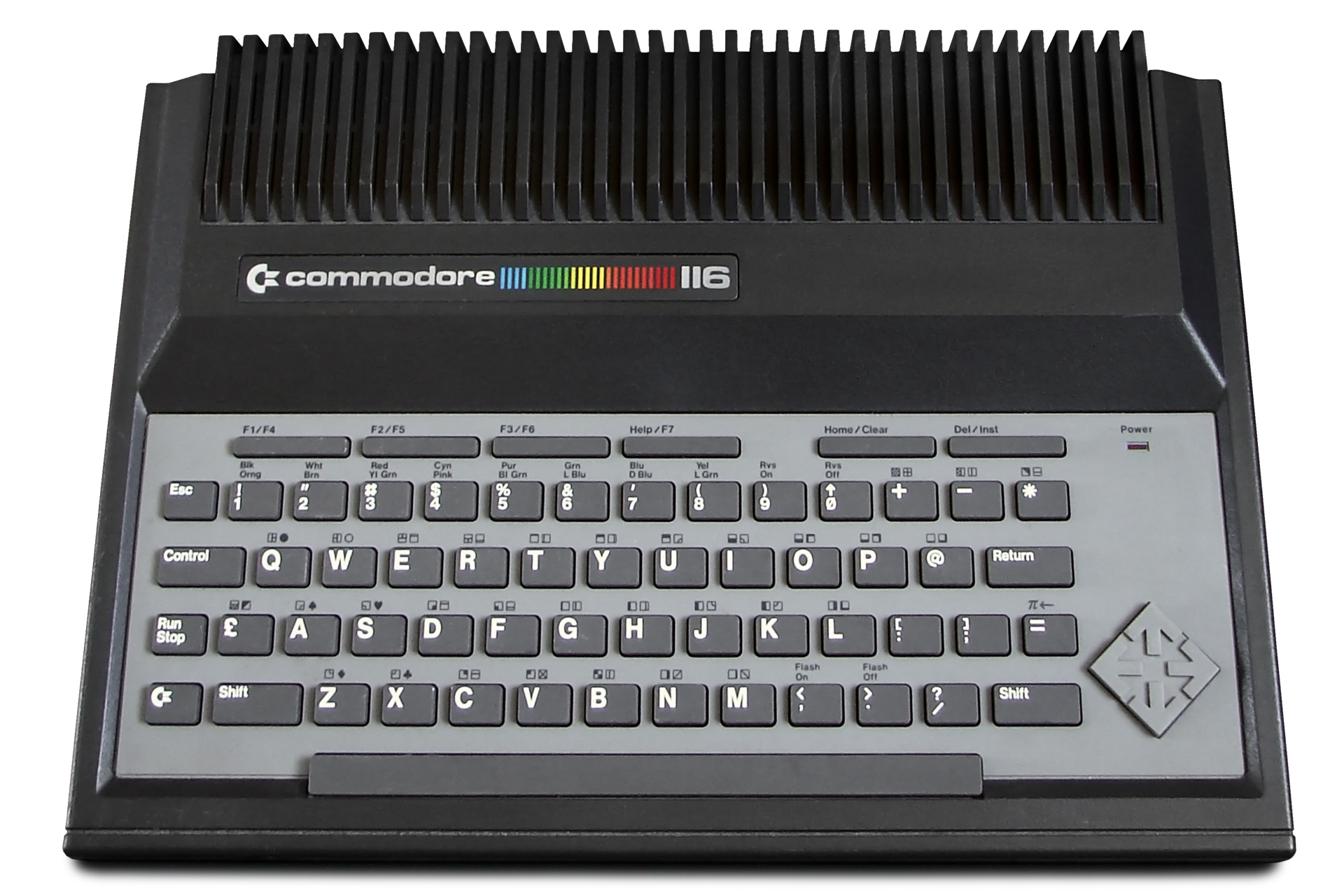
Commodore 116

El Commodore 16 fue un ordenador doméstico fabricado por la empresa Commodore International en 1984. Nació con la intención de reemplazar a la Commodore VIC-20, aunque no era compatible con ella. Existió una versión de bajo costo llamada Commodore 116 que solo se vendió en Europa.
En México fue distribuida como Sigma Commodore, siendo uno de los canales de venta la tienda Aurrerá (actualmente Walmart).

## Especificaciones técnicas
- Microprocesador:
  - MOS Technology 7501/8501 (variante del MOS Technology 6510)
  - Velocidad de reloj: 0,89MHz o 1,69MHz
  - Largo de palabra: 8bits.

- RAM:
  - 16 kB (16.384 bytes) expandible a 64kB

- ROM:
  - 32 kB (32.768 bytes)

- Video:
  - MOS Technology TED
  - Texto: 40 columnas x 25 líneas
  - Gráfico: 320 x 200 / 320 x 160 (con 5 líneas de texto) / 160 x 200 / 160 x 160 (con 5 líneas de texto)
  - Colores 121

- Sonido:
  - MOS Technology TED
  - 2 Canales

- Teclado
  - 66 teclas, 4 de cursores y 4 de funciones.

- E/S:
  - Puerto serie
  - Puerto para dátasete
  - Salida para TV RGB
  - Conector de expansión para cartuchos
  - 2 conectores para joystick

## Otros modelos de Commodore
- Commodore 64
- Commodore 128
- Commodore PET
- Commodore VIC-20